# Lifeline (album)
Lifeline – album studyjny amerykańskiego wokalisty i multiinstrumentalisty Neala Morse’a. Muzyka na płycie została utrzymana w stylistyce rocka progresywnego. Wydawnictwo ukazało się 30 września 2008 roku nakładem wytwórni muzycznych Radiant Records, InsideOut Music, SPV GmbH i Metal Blade Records.

## Lista utworów
Opracowano na podstawie materiału źródłowego.
| CD 1 1. "Lifeline" - 13:28 2. "The Way Home" - 4:20 3. "Leviathan" - 6:04 4. "God's Love" - 5:28 5. "Children of the Chosen" - 4:55 6. "So Many Roads" - 28:43 1. "So Many Roads" 2. "Star for a Day" 3. "The Humdrum Life" 4. "All the Way to the Grave" 5. "The Eyes of the Saviour" 6. "So Many Roads Reprise" 7. "Fly High" - 6:31 |  | CD 2 (bonus) 1. "Crazy Horses" (The Osmonds) – 3:40 2. "Lemons Never Forget" (The Bee Gees) – 6:37 3. "The Letter" (Joe Cocker version) – 4:17 4. "What's So Funny" (Elvis Costello version) – 4:43 5. "Sometimes He Waits" - 5:23 6. "Set the Kingdom" - 13:31 7. "I'm a Heavy Metal Long-Haired Blue Bearded Tattooed Jew" (Hidden track)- 4:37 |

## Twórcy
Opracowano na podstawie materiału źródłowego.
| - Thomas Ewerhard - oprawa graficzna - Carl Groves, Danielle Spencer, Ivory Leonard – wokal wspierający - Randy George – gitara basowa - Thomas Ewerhard - design - Mike Portnoy – perkusja, instrumenty perkusyjne - Jerry Guidroz - inżynieria dźwięku - Paul Bielatowicz, Paul Gilbert – gitara |  | - Jim Hoke - róg - Ken Love - mastering - Rich Mouser - miksowanie - Barry Nothstine - zdjęcia - Jim Hoke - saksofon - Jonathan Willis - smyczki - Neal Morse – wokal prowadzący, produkcja muzyczna, instrumenty klawiszowe, gitara |

## Listy sprzedaży
| Lista      | Kraj     | Pozycja |
| ---------- | -------- | ------- |
| MegaCharts | Holandia | 76      |